# 政务官
政務官（英語：political appointee）源自於英国的政黨政治，係為避免因政黨輪替而影響施政而產生的制度。政務官是經由政治任命，對政策負責或隨執政黨同進退的官職，相对于文官公務員系统中的事务官。政务官是受民選首長（例如總統）指派任命，任期並不固定。常見的政務官包括多數民主國家的內閣部長、政府秘書長或幕僚長等。

## 各國情況

### 美国
在美國，政務官包括總統直接指派任命的白宮幕僚長和白宫新闻秘书（白宮發言人），以及其他由總統提名、經參議院同意任命的高級首長，例如國務卿、副國務卿、國務次卿、國務院各局助理國務卿（助卿）、內閣正副部長、次長、助理部長、國家情報總監、國家安全顧問以及美國駐外大使和駐聯合國常任代表（駐聯合國大使）等等。
一般而言，新總統就任後所有政務官的任命程序至少需要半年到一年的時間，包括舉行聽證會、委員會及全院表決等程序；通常國務卿是最優先處理的人事案，從正式提名到確認同意任命約一週左右。

### 中華民國
學理上之政務官，即「隨政黨進退、政策變更而定去留之人員」（如各部會首長等），目前中華民國法律上稱政務人員，目前僅有《政務人員退職撫卹條例》專為政務人員退撫事項詳作規定。相對於政務官的稱作事务官或常務官，學理上政務官與事務官加起來合稱「行政官」。
目前所指稱的廣義政務官職包括總統府正副秘書長、發言人、國家安全會議正副秘書長、諮詢委員、行政院院長、副院長、秘書長、政務副秘書長、發言人、不管部會之政務委員、各部會首長與政務副首長，以及立法院、考試院、監察院三院秘書長和考選部部長、銓敘部部長、公務人員保障暨培訓委員會主任委員等，另外還有少部分的駐外大使。
在臺灣，絕大部分政務官均由總統直接任命或由行政院院長提請總統任命，立法院（國會）並無人事同意權；少數政務官（司法院院長、副院長、大法官、考試院院長、副院長、考試委員、監察院院長、副院長、監察委員及審計長）由總統依《憲法》規定提請立法院行使人事同意權。依法律規定立法院對最高檢察署檢察總長、國家通訊傳播委員會、公平交易委員會和中央選舉委員會之主任委員、副主任委員、委員任命享有同意權。另，地方民選首長依《地方制度法》任命之直轄市副市長、副縣（市）長、一級機關單位首長亦屬政務官。
1997年第四次修憲後，由於立法院不再擁有閣揆之人事同意權，內閣負責的對象實質上已經由國會轉為總統，因此依1996年總統直選之後的憲政慣例，總統任期屆滿時，所有府會政務官需一併同其進退，行政院院長也會率領全體閣員於新總統就職前提出內閣總辭，由將卸任的總統批准；另外，如果閣揆因各種因素辭職時，內閣通常也會跟著總辭，內閣政務官如未獲慰留則將隨閣揆同去。至於國會改選後內閣應否總辭，則因現今體制為雙首長制而有所爭議；不過若國會改選結果執政黨失利，閣揆幾乎都會提出總辭以示負責。

### 日本
日本的政務官包括內閣副總理大臣、官房長官、各部會大臣、副大臣及無任所大臣等高級首長，隨著首相的輪替或內閣改組而有異動。

### 
在韓國，政務官包括總統直接指派任命的总统秘书室长、首席秘書官及其他各秘書官、發言人和內閣部會首長等等，以及總統提名、需經國會同意任命的國務總理。在慣例上，各部會長官在任命前會先由國會舉行人事聽證程序，經國會同意後再由總統正式任命；不過此一聽證僅有諮詢的效力，實際上如果國會不同意首長人選，總統仍然可以直接任命之。

### 捷克
捷克的政治體制偏向內閣制，總統雖然自2013年起改為直接选举而似有權力擴張的跡象，不過至今仍未能對內閣人事進行實質上的干預，僅有象徵性的任命權力。通常國會改選之後，總理會先自國會選出並由總統任命，其餘內閣閣員等政務官再由總理與執政聯盟的各黨派協商，經總統象徵性的諮詢後，最後正式任命組閣。

### 其他國家
在世界各地的公務員特定的非军人領域上都有政務官。